# Hemsbünde
Hemsbünde ist eine Mitgliedsgemeinde der Samtgemeinde Bothel im Landkreis Rotenburg (Wümme) in Niedersachsen.

## Geografie

### Gemeindegliederung
Zu der Gemeinde gehören die Ortsteile Hassel, Hastedt und Worth. Gemeinsam mit dem Kernort Hemsbünde werden diese Dörfer häufig als Wasserdörfer bezeichnet. Dieser Begriff leitet sich von den vielfachen Überschwemmungen der Rodau und Wiedau ab.

### Nachbargemeinden
- Brockel
- Bothel
- Visselhövede
- Kirchwalsede
- Rotenburg (Wümme)

## Geschichte
Von 1906 bis 1958 besaß Hemsbünde einen Bahnhof an der Bahnstrecke Bremervörde–Walsrode im Abschnitt zwischen Rotenburg (Wümme) und Visselhövede. Seit 1971 gehört die Gemeinde Hemsbünde der damals neu gegründeten Samtgemeinde Bothel an.
Am 1. März 1974 wurden die Gemeinden Hassel und Hastedt nach Hemsbünde eingemeindet.

## Politik

### Gemeinderat
Der Rat der Gemeinde Hemsbünde besteht aus elf Ratsfrauen und Ratsherren. Dies ist die festgelegte Anzahl für die Mitgliedsgemeinde einer Samtgemeinde mit einer Einwohnerzahl zwischen 1.001 und 2.000 Einwohnern. Die Ratsmitglieder werden durch eine Kommunalwahl für jeweils fünf Jahre gewählt. Die aktuelle Amtszeit begann am 1. November 2021 und endet am 31. Oktober 2026.
Die letzten Gemeinderatswahlen ergaben folgende Sitzverteilungen:
| Partei                                | 2021 | 2016 |
| ------------------------------------- | ---- | ---- |
| CDU                                   | 6    | 4    |
| Unabh. Bürgerliste Wasserdörfer (UBW) | 4    | –    |
| Grüne                                 | 1    | –    |
| SPD                                   | –    | 5    |
| WG Wasserdörfer Hemsbünde (WWH)       | –    | 2    |

### Bürgermeister
Der Gemeinderat wählte das Gemeinderatsmitglied Manfred Struck (SPD) zum ehrenamtlichen Bürgermeister für die aktuelle Wahlperiode.

### Wappen
Blasonierung: Im goldenen Feld über vier blaue Wellenbalken ein schwarz-weiß gefachter und rot bedachter Giebel eines Niedersachsenhauses begleitet von vier roten im Bogen gestellten Urnen.

## Kultur und Sehenswürdigkeiten
- Wohn- und Wirtschaftsgebäude Worth 1 von um 1800 in Fachwerk
- Wohn- und Wirtschaftsgebäude Rotenburger Straße 54 von 1819 in Fachwerk mit reetgedeckten Krüppelwalmdach und Niedersachsengiebel
- Wohn- und Wirtschaftsgebäude Rotenburger Straße 58 von 1819 in Fachwerk
- Wohn- und Wirtschaftsgebäude Hasseler Dorfstraße 5 von um 1800 in Fachwerk und teils in Backstein ersetzt
- Wohn- und Wirtschaftsgebäude Zum Hasselbach 1 von um 1895 in Fachwerk

## Wirtschaft
Die Gemeinde ist Standort von zwei großen holzverarbeitenden Betrieben. Während die Landwirtschaft in den zurückliegenden Jahren immer mehr an Bedeutung verloren hat, hat heute auch der Fremdenverkehr eine leichte Bedeutung  erlangt. An der Bundesstraße hat sich ein Gewerbegebiet entwickelt.